# Liste des ministres français de la Citoyenneté
Le ministre chargé de la Citoyenneté est un ministre du gouvernement français chargé de promouvoir des droits et devoirs de la citoyenneté, de veiller au respect des principes républicains, de la laïcité et du droit d'asile, et d'agir pour l'intégration, la prévention de la délinquance et la cohésion nationale,.
Le plus souvent, il s’agit d'un ministre délégué ou d'un secrétaire d'État placé sous la tutelle du ministre de l'Intérieur.

## Liste des titulaires
| Ministre délégué ou secrétaire d'État | Ministre délégué ou secrétaire d'État | Ministre délégué ou secrétaire d'État                      | Intitulé                                                                             | Parti politique              | Ministre de tutelle          | Ministre de tutelle          | Intitulé                     | Gouvernement                 | Début                        | Fin                          |
| Présidence d'Emmanuel Macron          | Présidence d'Emmanuel Macron          | Présidence d'Emmanuel Macron                               | Présidence d'Emmanuel Macron                                                         | Présidence d'Emmanuel Macron | Présidence d'Emmanuel Macron | Présidence d'Emmanuel Macron | Présidence d'Emmanuel Macron | Présidence d'Emmanuel Macron | Présidence d'Emmanuel Macron | Présidence d'Emmanuel Macron |
| ------------------------------------- | ------------------------------------- | ---------------------------------------------------------- | ------------------------------------------------------------------------------------ | ---------------------------- | ---------------------------- | ---------------------------- | ---------------------------- | ---------------------------- | ---------------------------- | ---------------------------- |
|                                       |                                       | Marlène Schiappa                                           | Ministre déléguée chargée de la Citoyenneté                                          | LREM                         |                              | Gérald Darmanin              | Ministre de l'Intérieur      | Castex                       | 6 juillet 2020               | 20 mai 2022                  |
|                                       | Sonia Backès                          | Secrétaire d'État chargée de la Citoyenneté                | Ministre de l'Intérieur et des Outre-mer                                             | LREM                         | Borne                        | Gérald Darmanin              | 4 juillet 2022               | 10 octobre 2023              |                              |                              |
|                                       | Sabrina Agresti-Roubache              | Secrétaire d'État chargée de la Ville et de la Citoyenneté | Ministre de l'Intérieur et des Outre-mer                                             | LREM                         | Borne                        | Gérald Darmanin              | 10 octobre 2023              | 11 janvier 2024              |                              |                              |
| RE                                    | Sabrina Agresti-Roubache              | Secrétaire d'État chargée de la Ville et de la Citoyenneté | Ministre de l'Intérieur et des Outre-mer                                             | Attal                        | 11 janvier 2024              | Gérald Darmanin              | 21 septembre 2024            |                              |                              |                              |
|                                       |                                       | Othman Nasrou                                              | Secrétaire d'État chargé de la Citoyenneté et de la Lutte contre les discriminations | LR                           |                              | Bruno Retailleau             | Ministre de l'Intérieur      | Barnier                      | 21 septembre 2024            | 23 décembre 2024             |

### Décrets
Décrets relatifs à la composition du gouvernement ou aux attributions du ministre, parus au Journal officiel de la République française (JORF), sur Légifrance :
1. ↑  Décret no 2024-989 du 7 novembre 2024 relatif aux attributions du secrétaire d'État auprès du ministre de l'intérieur, chargé de la citoyenneté et de la lutte contre les discriminations.

### Autres sources
1. ↑  Jean-Rémi Baudot, « Que va faire Marlène Schiappa au ministère délégué à la Citoyenneté ? » , sur europe1.fr, 10 juillet 2020 (consulté le 27 décembre 2024).